# Квизера, Дьёдонне
Дьёдонне Квизера (род. 6 августа 1967 года) — бурундийский бегун. Участвовал в беге на средние дистанции. Специализировался на 800-метровой дистанции, также участвовал на дистанции 1500 м.
В 1987 году выиграл бронзовую медаль на Африканских играх в Найроби, а в следующем году занял третье место в финале IAAF Grand Prix (его обогнали британцы Том Маккин и Себастьян Коу).
Участник чемпионатов мира 1987 и 1991 года и Олимпийских игр 1996 года.

## Достижения
| Представлял Бурунди | Представлял Бурунди | Представлял Бурунди | Представлял Бурунди | Представлял Бурунди | Представлял Бурунди |
| ------------------- | ------------------- | ------------------- | ------------------- | ------------------- | ------------------- |
| 1987                | Всеафриканские игры | Найроби             | 3 место             | 800 м               | 1:46.69             |